# Ален Курьоль
Ален Курьоль (фр. Alain Couriol, нар. 24 жовтня 1958, Париж) — французький футболіст, півзахисник, фланговий півзахисник.
Насамперед відомий виступами за клуби «Монако» та «Парі Сен-Жермен», а також національну збірну Франції.
Дворазовий чемпіон Франції. Володар Кубка Франції.

## Клубна кар'єра
У дорослому футболі дебютував 1977 року виступами за «Віши», в якому провів два сезони.
Своєю грою за цю команду привернув увагу представників тренерського штабу «Монако», до складу якого приєднався 1979 року. У перший ж рік виступу завоював Кубок Франції. А у сезоні 1981-82 вперше став чемпіоном Франції. Загалом відіграв за команду з Монако чотири сезони. Більшість часу, проведеного у складі «монегасків», був основним гравцем команди.
1983 року уклав контракт з клубом «Парі Сен-Жермен», у складі якого провів наступні шість років своєї кар'єри гравця. У сезоні 1985-86 вдруге здобув звання чемпіона Франції.
Протягом 1989—1990 років захищав кольори «Тулону».
Усього в елітному дивізіоні Д1 провів 11 сезонів, у яких зіграв 208 матчів, забивши 29 голів.
Завершив професійну ігрову кар'єру у нижчоліговому клубі «Сен-Дені Сен-Леу», за який виступав протягом 1990—1991 років.

### Клубна статистика. Чемпіонат та Кубок Франції. 1979—1990
| Сезон             | Клуб              | Ліга              | Чемпіонат  | Чемпіонат | Чемпіонат | Кубок Франції | Кубок Франції | Кубок Франції |
| ----------------- | ----------------- | ----------------- | ---------- | --------- | --------- | ------------- | ------------- | ------------- |
| Сезон             | Клуб              | Ліга              | Місце      | Матчі     | Голи      | Місце         | Матчі         | Голи          |
| 1979-80           | «Монако»          | Д1                | 4          | 21        | 3         |               | 8             | 3             |
| 1980-81           | «Монако»          | Д1                | 4          | 25        | 3         | 1/8           | 4             | 1             |
| 1981-82           | «Монако»          | Д1                |            | 34        | 7         | 1/8           | 4             | 0             |
| 1982-83           | «Монако»          | Д1                | 6          | 28        | 8         | 1/8           | 5             | 2             |
| 1983-84           | «Парі Сен-Жермен» | Д1                | 4          | 36        | 3         | 1/32          | 1             | 0             |
| 1984-85           | «Парі Сен-Жермен» | Д1                | 13         | 14        | 1         | —             | —             | —             |
| 1985-86           | «Парі Сен-Жермен» | Д1                |            | 1         | 1         | —             | —             | —             |
| 1986-87           | «Парі Сен-Жермен» | Д1                | 7          | 19        | 2         | 1/16          | 3             | 0             |
| 1987-88           | «Парі Сен-Жермен» | Д1                | 15         | 4         | 1         | —             | —             | —             |
| 1988-89           | «Парі Сен-Жермен» | Д1                |            | 1         | 0         | —             | —             | —             |
| 1989-90           | «Тулон»           | Д1                | 12         | 15        | 0         | 1             | 1             | 0             |
| ВСЬОГО            | «Монако»          | Д1                | 4 сезони   | 118       | 21        | 4 старти      | 21            | 6             |
| ВСЬОГО            | «Парі Сен-Жермен» | Д1                | 6 сезонів  | 75        | 8         | 2 старти      | 4             | 0             |
| ВСЬОГО            | «Тулон»           | Д1                | 1 сезон    | 15        | 0         | 1 старт       | 1             | 0             |
| ВСЬОГО за кар'єру | ВСЬОГО за кар'єру | ВСЬОГО за кар'єру | 11 сезонів | 208       | 29        | 7 стартів     | 26            | 6             |

## Єврокубки
У послужному списку чорношкірого парижанина 5 сезонів у єврокубках: три сезони у формі «Монако», ще два — «Парі Сен-Жермен». Провів він 13 матчів, забивши 1 гол.
Єдиний м'яч Ален забив у ворота «Ювентуса» на рідному для «ПСЖ» стадіоні «Парк де Пренс» у першому матчі 1/8 фіналу розіграшу Кубка кубків 1983-84. Результат цього матчу — 2:2. В Турині була нульова нічия, і, зрештою, вибуття парижан з турніру. Це найвище досягнення на клубному рівні Курьоля.
Дебют в євротурнірах відбувся 17 вересня 1980 року у Валенсії у першому матчі 1/16 фіналу Кубка кубків проти місцевого клубу, чинного володаря призу. Цю гру «Монако» програло — 0:2.
Остання гра на європейській клубній арені пройшла без особливих успіхів. В турнірі на Кубок УЄФА 1984-85 24 жовтня 1984 року «ПСЖ» у першому матчі 1/16 фіналу вдома програв майбутньому фіналісту — угорському «Відеотону» — 2:4.

### Статистика виступів у єврокубках
| Сезон             | Клуб              | Турнір          | Досягнення    | Матчі | Голи |
| ----------------- | ----------------- | --------------- | ------------- | ----- | ---- |
| 1980–81           | «Монако»          | Кубок кубків    | 1/16 фіналу   | 2     | 0    |
| 1981–82           | «Монако»          | Кубок УЄФА      | 1/32 фіналу   | 2     | 0    |
| 1982–83           | «Монако»          | Кубок чемпіонів | 1/16 фіналу   | 2     | 0    |
| 1983-84           | «Парі Сен-Жермен» | Кубок кубків    | 1/8 фіналу    | 4     | 1    |
| 1984-85           | «Парі Сен-Жермен» | Кубок УЄФА      | 1/16 фіналу   | 3     | 0    |
| ВСЬОГО            | «Монако»          | 3 євросезони    | 3 євросезони  | 6     | 0    |
| ВСЬОГО            | «Парі Сен-Жермен» | 2 євросезони    | 2 євросезони  | 7     | 1    |
| ВСЬОГО за кар'єру | ВСЬОГО за кар'єру | 5 євросезонів   | 5 євросезонів | 13    | 1    |

### Статистика по турнірах
| Турнір          | Сезони | Матчі | Голи |
| --------------- | ------ | ----- | ---- |
| Кубок чемпіонів | 1      | 2     | 0    |
| Кубок кубків    | 2      | 6     | 1    |
| Кубок УЄФА      | 2      | 5     | 0    |

## Виступи за збірну
Протягом кар'єри у національній команді, яка тривала 3 з половиною роки, провів у формі головної команди країни 12 матчів, забивши 2 голи.
26 березня 1980 року дебютував в офіційних матчах у складі національної збірної Франції. На власному полі французи розійшлися з миром у товариському матчі зі збірною Голландії — 0:0. 5 жовтня 1983 року відбувся останній його виступ у формі «синіх», який теж завершився внічию — 1:1. Це була товариська зустріч у Парижі проти збірної Іспанії.
26 березня 1982 року у товариському матчі зі збірною Північної Ірландії забив свій перший м'яч. На стадіоні «Парк де Пренс» господарі були на голову сильніші суперника — 4:0.

### Статистика матчів за збірну
| Турнір           | Матчі | Перемоги | Нічиї | Поразки | Голи |
| ---------------- | ----- | -------- | ----- | ------- | ---- |
| Товариські матчі | 8     | 2        | 3     | 3       | 1    |
| Чемпіонат Європи | 0     | 0        | 0     | 0       | 0    |
| Кваліфікація ЧЄ  | 0     | 0        | 0     | 0       | 0    |
| Чемпіонат світу  | 3     | 1        | 1     | 1       | 1    |
| Кваліфікація ЧС  | 1     | 0        | 0     | 1       | 1    |
| ВСЬОГО           | 12    | 3        | 4     | 5       | 2    |

### На чемпіонаті світу
У складі збірної був учасником чемпіонату світу 1982 року в Іспанії. Провів 3 гри. У двох матчах Ален виходив на заміну. А у поєдинку за третє місце проти Польщі в Аліканте провів увесь час на полі та забив останній гол, як у цій зустрічі, так і у своїх виступах за збірну. Франція програла — 2:3, але бронзові нагороди за четверте місце були вручені й Курьолю.
| Рік  | Турнір          | Місце | Матчі | Перемоги | Нічиї | Поразки | Голи |
| ---- | --------------- | ----- | ----- | -------- | ----- | ------- | ---- |
| 1982 | Чемпіонат світу | 4     | 3     | 1        | 1     | 1       | 1    |

## Титули та досягнення

### Клуб
- Ліга 1:
  -  Чемпіон Франції (2): «Монако»: 1981-82

 «Парі Сен-Жермен»: 1985-86
-  Віце-чемпіон Франції (1): «Парі Сен-Жермен»: 1988-89

- Кубок Франції:
  -  Володар (1): «Монако»: 1979-80

### Збірна Франції
- Чемпіонат світу з футболу:
  - Четверте місце: 1982